# Чигиринское викариатство
Чиги́ринское викариа́тство — викариатство Киевской епархии Русской православной церкви.
16 октября 1799 года по Высочайшему повелению было учреждено Чигиринское викариатство с местом пребывания епископа в Киево-Михайловском монастыре с правами настоятеля в нём. С того времени Чигиринские епископы назначались настоятелями вышеупомянутого Киево-Михайловского монастыря.
После перевода епископа Никодима (Кроткова) на Симферопольскую кафедру в 1921 году не замещалось.

## Епископы
- 12 февраля 1800 — 25 января 1807 — Феофан (Шиянов-Чернявский)
- 24 февраля 1807 — 7 февраля 1812, 6 июля 1813 — 29 апреля 1823 — Ириней (Фальковский)
- 20 июля 1823 — 13 октября 1826 — Афанасий (Протопопов)
- 21 ноября 1826 — 21 апреля 1828 — Мелетий (Леонтович)
- 13 мая 1828 — 5 января 1835 — Кирилл (Куницкий)
- 20 января 1835 — 26 сентября 1836 — Владимир (Алявдин)
- 21 ноябрь 1837 — 8 марта 1841 — Иннокентий (Борисов)
- 6 апреля 1841 — 2 января 1843 — Иеремия (Соловьёв)
- 31 января 1843 — 30 июня 1845 — Варлаам (Успенский)
- 15 августа 1845 — 10 января 1858 — Аполлинарий (Вигилянский)
- 30 марта 1858 — 31 октября 1859 — Антоний (Амфитеатров)
- 10 января 1860 — 4 января 1865 — Серафим (Аретинский)
- 14 февраля 1865 — 31 декабря 1877 — Порфирий (Успенский)
- 4 февраля 1878 — 14 января 1883 — Иоанн (Жданов)
- 20 февраля 1883 — 11 мая 1885 — Виталий (Иосифов)
- 3 ноября 1885 — 3 июня 1890 — Иероним (Экземплярский)
- 12 июля 1890 — 19 декабря 1892 — Ириней (Орда)
- 16 января 1893 — 26 января 1898 — Иаков (Пятницкий)
- 28 июня 1898 — 27 марта 1902 — Димитрий (Ковальницкий)
- 3 июня 1902 — 8 июня 1907 — Платон (Рождественский)
- 3 января — 16 сентября 1908 — Агапит (Вишневский)
- 28 октября 1908 — 18 сентября 1911 — Павел (Преображенский)
- 16 ноября 1911 — 23 августа 1921 — Никодим (Кротков)